# Мартинес, Дуглас
Ду́глас Франси́ско Марти́нес Хуа́рес (исп. Douglas Francisco Martínez Juárez; 5 июня 1997, Оланчито, Гондурас) — гондурасский футболист, нападающий клуба «Инди Илевен» и сборной Гондураса.

## Клубная карьера
Мартинес — воспитанник клуба «Вида». 8 сентября 2013 года в матче против «Реал Сосьедада» он дебютировал в чемпионате Гондураса. 13 ноября 2014 года в поединке против «Реал Эспанья» Дуглас забил свой первый гол за «Виду». 26 апреля 2017 года Мартинес отправился в аренду в американский клуб «Нью-Йорк Ред Буллз II». Свой дебют в USL, 6 мая в матче против «Гаррисберг Сити Айлендерс», он отметил голом. После окончания срока аренды в «Нью-Йорк Ред Буллз II» в конце 2017 года Мартинес вернулся в «Виду».
23 января 2019 года Мартинес перешёл в клуб Чемпионшипа ЮСЛ «Реал Монаркс». За «Монаркс» он дебютировал 9 марта в матче стартового тура сезона 2019 против «Сакраменто Рипаблик». 26 апреля в матче против «Остин Боулд» он забил свой первый гол за «Монаркс». 12 июля в матче против «Такома Дифайенс» он сделал хет-трик. 30 августа Мартинес подписал контракт с материнской командой «Реал Монаркс» — «Реал Солт-Лейк». В MLS он дебютировал 11 сентября в матче против «Сан-Хосе Эртквейкс». 14 сентября в матче «Реал Монаркс» против «Портленд Тимберс 2» он оформил покер. Всего в сезоне Чемпионшипа ЮСЛ 2019 Мартинес забил 17 мячей, в том числе один — в плей-офф, и помог «Монаркс» выиграть чемпионский титул. 27 июля 2020 года в матче 1/8 финала Турнира MLS is Back против «Сан-Хосе Эртквейкс» он забил свой первый гол за «Реал Солт-Лейк». 23 августа 2021 года Мартинес был отдан в аренду клубу Чемпионшипа ЮСЛ «Сан-Диего Лойал» на оставшуюся часть сезона 2021. За «СД Лойал» он дебютировал 5 сентября в матче против «Лос-Анджелес Гэлакси II». 9 октября в матче против «Сакраменто Рипаблик» он забил свой первый гол за «СД Лойал». По окончании сезона 2021 «Реал Солт-Лейк» не стал продлевать контракт с Мартинесем.
27 января 2022 года Мартинес подписал контракт с клубом Чемпионшипа ЮСЛ «Сакраменто Рипаблик». В своём дебюте за «Рипаблик», 12 марта в матче стартового тура сезона 2022 против «Эль-Пасо Локомотив», он забил гол и отдал голевую передачу.
17 марта 2023 года Мартинес перешёл в «Инди Илевен». За «Илевен» он дебютировал 25 марта в матче против «Детройт Сити».

## Международная карьера
В 2017 году в составе молодёжной сборной Гондураса Мартинес принял участие в молодёжном чемпионате КОНКАКАФ в Коста-Рике. На турнире он сыграл в матчах против команд Канады, Антигуа и Барбуды, Панамы, Коста-Рики и США. В поединке против антигуанцев Дуглас забил гол.
В том же году Мартинес принял участие в молодёжном чемпионате мира в Южной Корее. На турнире он сыграл в матчах против команд Франции, Новой Зеландии и Вьетнама.
11 октября 2019 года в матче Лиге наций КОНКАКАФ против сборной Тринидада и Тобаго Мартинес дебютировал за национальную команду. В этом же поединке он забил свой первый гол за национальную команду.
В 2019 году в составе олимпийской сборной Гондураса Мартинес завоевал серебряные медали Панамериканских игр в Перу. На турнире он сыграл в матчах против команд Ямайки, Перу, Уругвая, Мексики и Аргентины. В поединках против ямайцев и аргентинцев Дуглас по забил голу.

### Голы за сборную Гондураса
| #   | Дата            | Место                                                            | Противник         | Результат | Счёт | Соревнование                  |
| --- | --------------- | ---------------------------------------------------------------- | ----------------- | --------- | ---- | ----------------------------- |
| 01. | 11 октября 2019 | Стадион имени Хейсли Кроуфорда, Порт-оф-Спейн, Тринидад и Тобаго | Тринидад и Тобаго | 0:2       | 0:2  | Лига наций КОНКАКАФ 2019/2020 |

## Достижения
Командные
 «Реал Монаркс»
- Победитель Чемпионшипа ЮСЛ: 2019

 сборная Гондураса до 23 лет
- Серебряный призёр Панамериканских игр: 2019